# Rówień (pod Trzema Koronami)

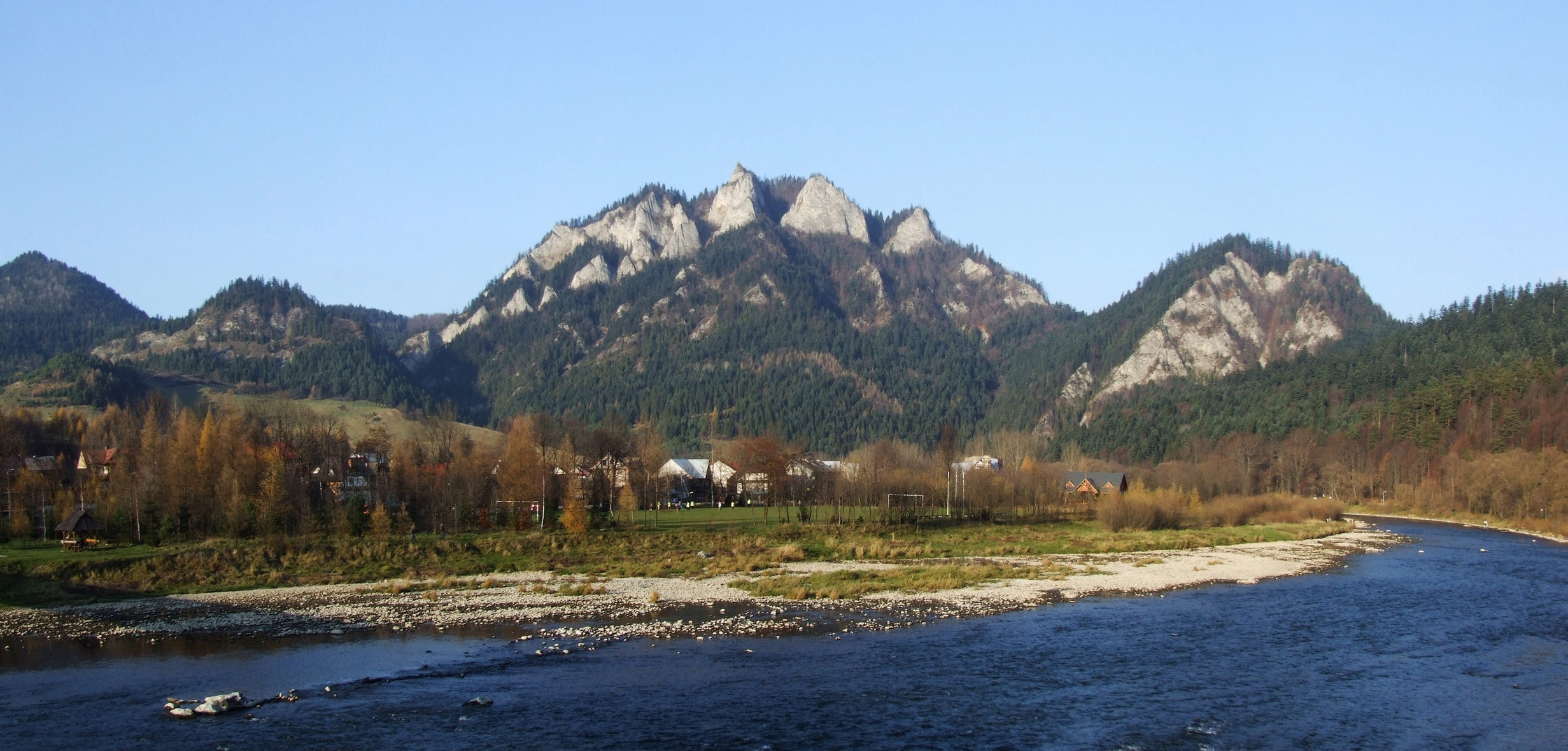
Dunajec i Rówień. Ponad nimi, od lewej: Nowa Góra, Podskalnia Góra, Trzy Korony i Facimiech

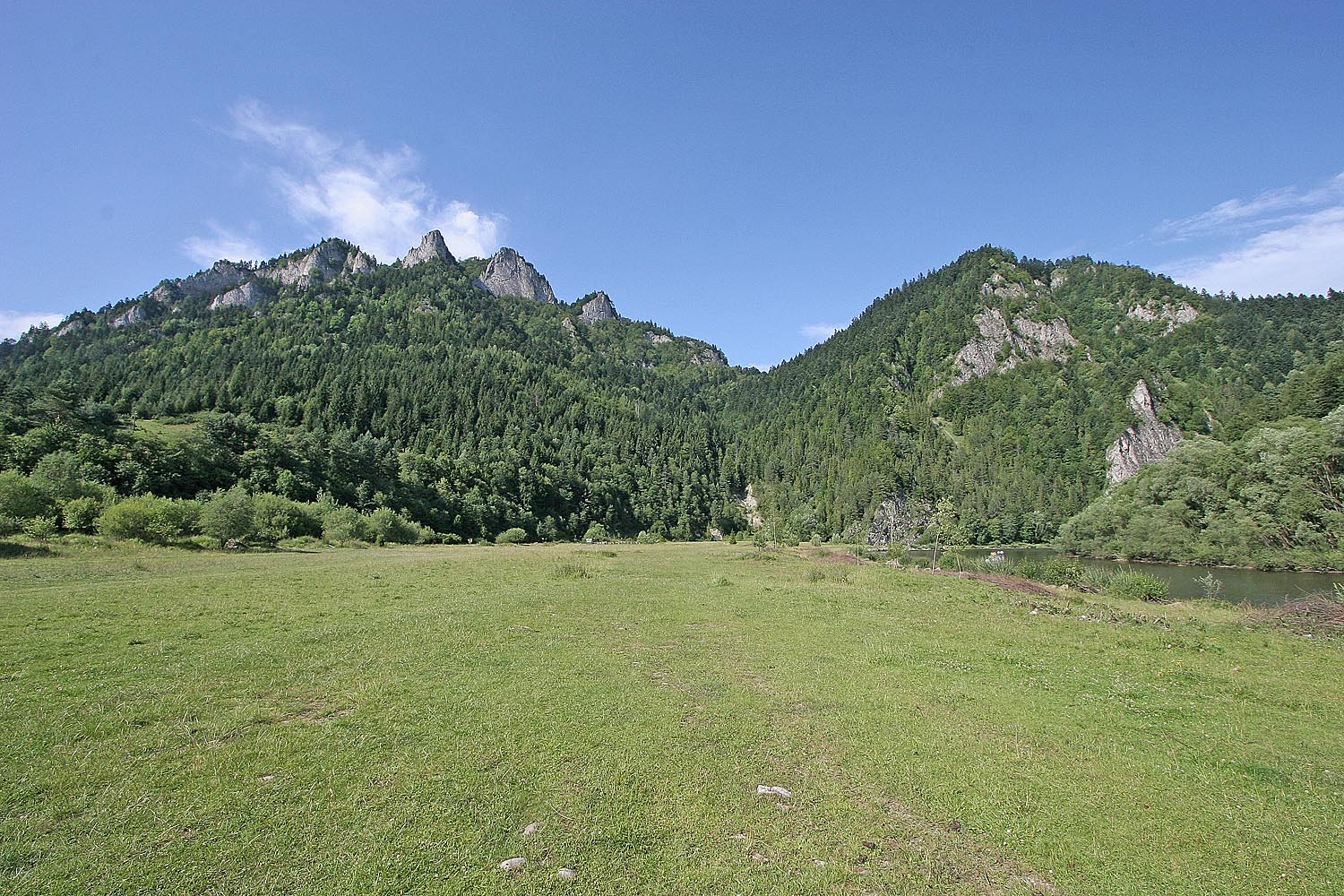
Rówień

Rówień lub Równia – płaska dolina w najniższej części Sromowiec Niżnych, w powiecie nowotarskim, w gminie Czorsztyn. znajduje się pomiędzy Dunajcem a Trzema Koronami i terasą poniżej Podskalniej Góry. Podnóżem tej terasy przepływa potok Macelowy.
Rówień powstała na osadach aluwialnych. Jest w większości niezabudowana, znajduje się na niej tylko oczyszczalnia ścieków, duże łąka i ścieżka spacerowa wzdłuż Dunajca. U podnóża terasy znajduje się jeden z pięciu Pawilonów Pienińskiego Parku Narodowego z miniaturowym ogródkiem roślin pienińskich. Prowadzi do niego droga z zakazem wjazdu pojazdów.
Na Równi odkryto narzędzia świadczące o pobycie tutaj 9 tysięcy lat przed naszą erą (późny paleolit) zbieracko-łowieckiej ludności należącej do tzw. kultury tylczakowej. Były to kamienne ostrza broni drzewcowej i narzędzia do obróbki skóry i kości (drapacze, rylce, półtylczaki). Najprawdopodobniej zajmowali się łowieniem ryb i zbieractwem.